# Gustavo Wabner
Gustavo Wabner (Porto Alegre, 23 de agosto de 1975) é um ator brasileiro. Trabalha em várias campanhas publicitárias e já fez várias participações em telenovelas de sucesso e deu vida ao professor de música René na telenovela do SBT, Carrossel.

## Vida pessoal
Gustavo é homossexual e é casado desde 1997 com o diretor de teatro Sergio Módena.

## Trabalhos

### Televisão
| Ano       | Título                    | Personagem                        | Notas                        | Ref   |
| --------- | ------------------------- | --------------------------------- | ---------------------------- | ----- |
| 2003      | Canavial de Paixões       | Márcio Belay                      | Co-Protagonista              |       |
| 2005      | Malhação                  | Ronaldo                           | Coadjuvante                  |       |
| 2007      | Paraíso Tropical          | Rogério Soares                    | Coadjuvante                  | [ 3 ] |
| 2010      | Vida de Estagiário        | Nicolal                           | Episódio "Senhores do Crime" | [ 4 ] |
| 2010      | Passione                  | Antero Gouveia / Giovanni (jovem) | Participação especial        | [ 5 ] |
| 2011      | Amor & Revolução          | Ivo                               | Participação especial        | [ 6 ] |
| 2012-2013 | Carrossel                 | Professor René Magalhães          | Elenco Principal             | [ 7 ] |
| 2022      | Quanto Mais Vida, Melhor! | Ricardo                           | Participação especial        |       |

### Teatro
| Ano  | Título                          | Personagem |
| ---- | ------------------------------- | ---------- |
| 2005 | Um Circo de Rins e Fígados      |            |
| 2009 | Medida por medida               | Cláudio    |
| 2014 | Bossa Novinha-A Festa do Pijama |            |
| 2016 | Como me tornei estúpido         |            |
| 2017 | Estes Fantasmas                 | Alfredo    |
| 2017 | O Princípio de Arquimedes       |            |
| 2019 | O Cego e o Louco                | Direção    |
| 2019 | Navalha na Carne                | Direção    |
| 2019 | Sylvia                          | Direção    |
| 2022 | Longa Jornada Noite Adentro     | Jamie      |

### Cinema
| Ano  | Título                                  | Personagem     |
| ---- | --------------------------------------- | -------------- |
| 2004 | Voo Cego Rumo Sul                       | Aníbal         |
| 2016 | Carrossel 2: O Sumiço de Maria Joaquina | Renê Magalhães |

## Prêmios e indicações
| Ano  | Prêmio                 | Categoria               | Indicação                   | Resultado |
| ---- | ---------------------- | ----------------------- | --------------------------- | --------- |
| 2022 | Prêmio Cenym de Teatro | Melhor Ator Coadjuvante | Longa Jornada Noite Adentro | Pendente  |
| 2022 | Prêmio Cenym de Teatro | Melhor Elenco           | Longa Jornada Noite Adentro | Pendente  |